# مارلون دوونیش
مارلون دوونیش (انگلیسی: Marlon Devonish; ۱ ژوئن ۱۹۷۶) دونده سابق اهل بریتانیا است.